# Internazionali d'Italia 1965 - Singolare femminile
Il singolare femminile del torneo di tennis Internazionali d'Italia 1965, ha avuto come vincitrice Maria Bueno che ha battuto in finale Nancy Richey con il punteggio di 6–1 1–6 6–3.

## Tabellone

### Legenda
| - Q = Qualificato - WC = Wild card - LL = Lucky loser | - ALT = Alternate - SE = Special Exempt - PR = Protected Ranking | - w/o = Walkover - r = Ritirato - d = Squalificato |

### Fase finale
|  | Quarti di finale | Quarti di finale | Quarti di finale | Quarti di finale | Quarti di finale |  |  | Semifinali      | Semifinali      | Semifinali      | Semifinali   | Semifinali |   |   | Finale      | Finale      | Finale | Finale | Finale |  |
|  |                  |                  |                  |                  |                  |  |  |                 |                 |                 |              |            |   |   |             |             |        |        |        |  |
|  | Maria Bueno      | Maria Bueno      | Maria Bueno      | 6                | 6                |  |  |                 |                 |                 |              |            |   |   |             |             |        |        |        |  |
|  | Jitka Horčičková | Jitka Horčičková | Jitka Horčičková | 1                | 0                |  |  | Maria Bueno     | Maria Bueno     | Maria Bueno     | 6            | 6          |   |   |             |             |        |        |        |  |
|  | Annette Van Zyl  | Annette Van Zyl  | 6                | 3                | 6                |  |  | Annette Van Zyl | Annette Van Zyl | Annette Van Zyl | 4            | 0          |   |   |             |             |        |        |        |  |
|  | Roberta Beltrame | Roberta Beltrame | 0                | 6                | 4                |  |  |                 |                 |                 |              |            |   |   | Maria Bueno | Maria Bueno | 6      | 1      | 6      |  |
|  | Julie Heldman    | Julie Heldman    | 4                | 6                | 6                |  |  |                 |                 | Nancy Richey    | Nancy Richey | 1          | 6 | 3 |             |             |        |        |        |  |
|  | Helga Schultze   | Helga Schultze   | 6                | 2                | 1                |  |  | Julie Heldman   | Julie Heldman   | Julie Heldman   | 4            | 1          |   |   |             |             |        |        |        |  |
|  | Nancy Richey     | Nancy Richey     | Nancy Richey     | 6                | 6                |  |  | Nancy Richey    | Nancy Richey    | Nancy Richey    | 6            | 6          |   |   |             |             |        |        |        |  |
|  | Gail Sherriff    | Gail Sherriff    | Gail Sherriff    | 3                | 4                |  |  |                 |                 |                 |              |            |   |   |             |             |        |        |        |  |